# The Blade
Pour les articles homonymes, voir The Blade (homonymie).
Ne doit pas être confondu avec The Shard.
Pour plus de détails, voir Fiche technique et Distribution.
The Blade (刀, Dao) est un film hongkongais réalisé par Tsui Hark, sorti en 1995 à Hong-Kong et en 1997 en France.
L'histoire se situe en Chine, au Moyen Âge. Un jeune forgeron, Ding On, apprenant la mort tragique de son père, décide de retrouver le meurtrier de celui-ci. Malheureusement, attaqué par un groupe de bandits, il perd un bras. Retrouvé par une jeune fille qui le ramène dans une ferme isolée, notre héros met alors au point une nouvelle technique de combat très rapide et particulièrement violente pour compenser son handicap. Pendant ce temps, des pillards attaquent la fabrique d'épées où Ding On travaillait avant de s'enfuir. À la tête de ces pillards se trouve un effrayant tueur tatoué. Il est celui que le manchot recherche pour venger la mort de son père...

## Synopsis
Un moine est attaqué lâchement par un groupe de bandits. Ding On et Tête d'acier, qui travaillent dans une forge, trouvent son corps meurtri et Tête d'acier veut le venger. Cependant, Ding On prévient le maître de la forge de cette expédition punitive que son ami projette de faire. Plus tard, le fabricant d'épées désigne Ding On comme étant son successeur. Cependant, ce choix crée une dissension parmi le groupe de forgerons et Ding On se prépare à partir. Comme il est amoureux de la fille du maître, Siu Ling, il passe la revoir. Elle lui apprend que le maître de la forge avait une dette d'honneur envers son père et que c'est pour cela qu'il l'a choisi lui en dépit de ses piètres qualités de forgeron ; il découvre aussi que son vrai patronyme est Lai. Ding On décide de partir à la recherche de l'assassin de son père, décrit comme un homme « couvert de tatouages » et « capable de voler », et emporte avec lui le sabre brisé ayant appartenu à son père.
Ne pouvant laisser partir Ding On, Siu Ling part à cheval le chercher mais se fait capturer par un groupe de bandits. Ding On part à sa rescousse mais perd son bras dans la bataille dans un piège en fer. Il disparaît en tentant de récupérer l'arme de son père dans les marais. Tête d'Acier arrive et sauve Siu Ling.
Ding On se réveille chez une paysanne avec un bras en moins. Il devient serveur dans une auberge jusqu'au jour ou il rencontre Fei Lung, l'assassin de son père. De plus, un groupe de bandits à sa solde le torture et brûle leur maison. La paysanne retrouve un livre de kung-fu à moitié brûlé dans les décombres. Depuis lors, Ding On ne cesse de s'entraîner et développe une technique puissante. Au retour du groupe de bandits, il met son savoir en pratique et tue la plupart d'entre eux. Le jour suivant, il part avec la paysanne rechercher l'assassin de son père. 
Siu Ling devient folle depuis la disparition de Ding On. C'est pourquoi Tête d'Acier lui propose qu'ils partent à sa recherche. Sur leur route, ils s'arrêtent dans une auberge et Tête d'Acier s'éprend d'une prostituée. Il tue ses geôliers et la garde avec lui.
Le chef des bandits de son côté demande à Fei Lung la mort du manchot pour avoir tué ses hommes. Fei Lung attaque la forge mais se fait tuer par Ding On.

## Fiche technique
- Titre : The Blade
- Titre original : Dao (刀)
- Réalisation : Tsui Hark
- Scénario : Tsui Hark, So Man-Sing et Koan Hui-On
- Musique : Raymond Wong et William Woo
- Photographie : Keung Kwok-Man et Gam Sing
- Montage : Kam Ma et Tsui Hark
- Direction artistique : Bill Lui
- Costumes : William Chang, Audrey Cheng et Kelvin Koo
- Production : Raymond Chow
- Pays de production :  Hong Kong
- Langue originale : cantonais
- Format : couleurs - 1,85:1 - Stéréo - 35 mm
- Genre : wu xia pian crépusculaire, expérimental
- Durée : 105 minutes
- Dates de sortie :
  - Hong Kong : 21 décembre 1995
  - France : 16 juillet 1997
  - Sortie du DVD : 23 mai 2006 (France)

## Distribution
- Chiu Man-cheuk : Ding On
- Xiong Xin-xin : Fei Lung
- Sonny Song : Siu Ling
- Moses Chan : Tête d'Acier
- Valerie Chow (en) : Prostituée
- Collin Chou (Sing Ngai) : Père de Ding On
- Austin Wai : Fabricant d'épées

## Autour du film
- Il s'agit d'un remake du film Un seul bras les tua tous (Dubei dao), réalisé par Chang Cheh en 1967.

## Distinctions
- Nomination au prix des meilleurs chorégraphies (Yuen Bun, Hoi Mang et Wei Tung) et des meilleurs costumes et maquillages (William Chang), lors des Hong Kong Film Awards 1996.
- Prix du film du mérite lors des Hong Kong Film Critics Society Awards 1996.